# Catedral de San Martín (Bratislava)
La Catedral de San Martín (en eslovaco: Katedrála svätého Martina) es una iglesia en la ciudad de Bratislava, en el país europeo de Eslovaquia, y la catedral de la arquidiócesis de Bratislava. Está situada en la frontera occidental del centro histórico de la ciudad debajo del castillo de Bratislava. Es la mayor y mejor, así como una de las iglesias más antiguas de Bratislava, conocida sobre todo por ser la iglesia de coronación del Reino de Hungría entre 1563 y 1830.

## Historia
La catedral de San Martín se erigió a finales del siglo XIII en el lugar donde había una iglesia románica y un cementerio. En 1452 tuvo lugar la dedicación. El presbiterio se amplió en el siglo XIV y luego se agregaron las capillas de santa Ana y de la reina Sofía. Durante la primera mitad del siglo XVIII fue remodelado el interior en estilo barroco. Al escultor vienés Georg Raphael Donner se le encargó la construcción de la capilla dedicada a Juan el Limosnero, que duró de 1729 a 1732. En 1735 hizo en plomo una estatua de San Martín de Tours, que formaba parte del altar mayor pero que hoy está en una nave lateral.
En 1760 cayó un rayo en la torre y tuvo que ser reparada. En 1835 un incendio la destruyó, por lo que fue reconstruida en 1847. Entre 1869 y 1877 se retiraron los elementos barrocos y el edificio recobró su estilo gótico original.
A partir de 1563 se coronaron en esta catedral los monarcas del Reino de Hungría, reemplazando a la basílica de Székesfehérvar, pues esta ciudad había caído veinte años antes en manos del Imperio otomano. Maximiliano II de Habsburgo fue el primer rey húngaro en ser coronado aquí el 8 de septiembre de 1563. En total fueron coronados once reyes y ocho reinas hasta 1830.
En 1893 se construyó cerca de la catedral una sinagoga, que fue demolida por el régimen comunista en 1967 para construir un acceso al Puente Nuevo. Hoy en día una autovía urbana pasa a pocos metros de la catedral.

## Descripción
La catedral tiene 69,37 m de longitud, 22,85 m de anchura y 16,02 m de altura. Consta de una nave central y dos laterales. La torre de la catedral mide 85 m de altura y antiguamente formaba parte de las murallas medievales. La punta de la torre no ostenta una cruz, sino una réplica de la Corona de San Esteban para recordar que en esta iglesia eran coronados los reyes. La corona dorada tiene un metro aproximadamente de diámetro y pesa más de 300 kg.
Dado que la catedral se construyó encima de un cementerio, debajo hay catacumbas hasta 6 m de profundidad, que contienen sepulturas de numerosas personalidades y autoridades eclesiásticas, miembros de la familia Pálffy o jerarquías del antiguo condado de Presburgo. Desde 1895 no hay más enterramientos aquí.

## Reyes coronados en la catedral
Lista de los reyes coronados con las fechas correspondientes.
| - Maximiliano II de Habsburgo (8 de septiembre de 1563) - María de Austria y Portugal, esposa de Maximiliano II (9 de septiembre de 1563) - Rodolfo II (25 de septiembre de 1572) - Matías (19 de noviembre de 1608) - Ana, esposa de Matías (25 de marzo de 1613) - Fernando II (1 de julio de 1618) - Leonor, segunda esposa de Fernando II (26 de julio de 1622) - María Ana, primera esposa de Fernando III (14 de febrero de 1638) - Fernando IV (16 de junio de 1647) - Leonor, tercera esposa de Fernando III (6 de junio de 1655) | - Leopoldo I (27 de junio de 1655) - José I (9 de diciembre de 1687) - Carlos III (22 de mayo de 1712) - Isabel Cristina, esposa de Carlos III (18 de octubre de 1714) - María Teresa (25 de junio de 1741) - Leopoldo II (15 de noviembre de 1790) - María Luisa, tercera esposa de Francisco I (7 de septiembre de 1808) - Carolina Augusta, cuarta esposa de Francisco I (25 de septiembre de 1825) - Fernando V (28 de septiembre de 1830) |

## Galería de imágenes

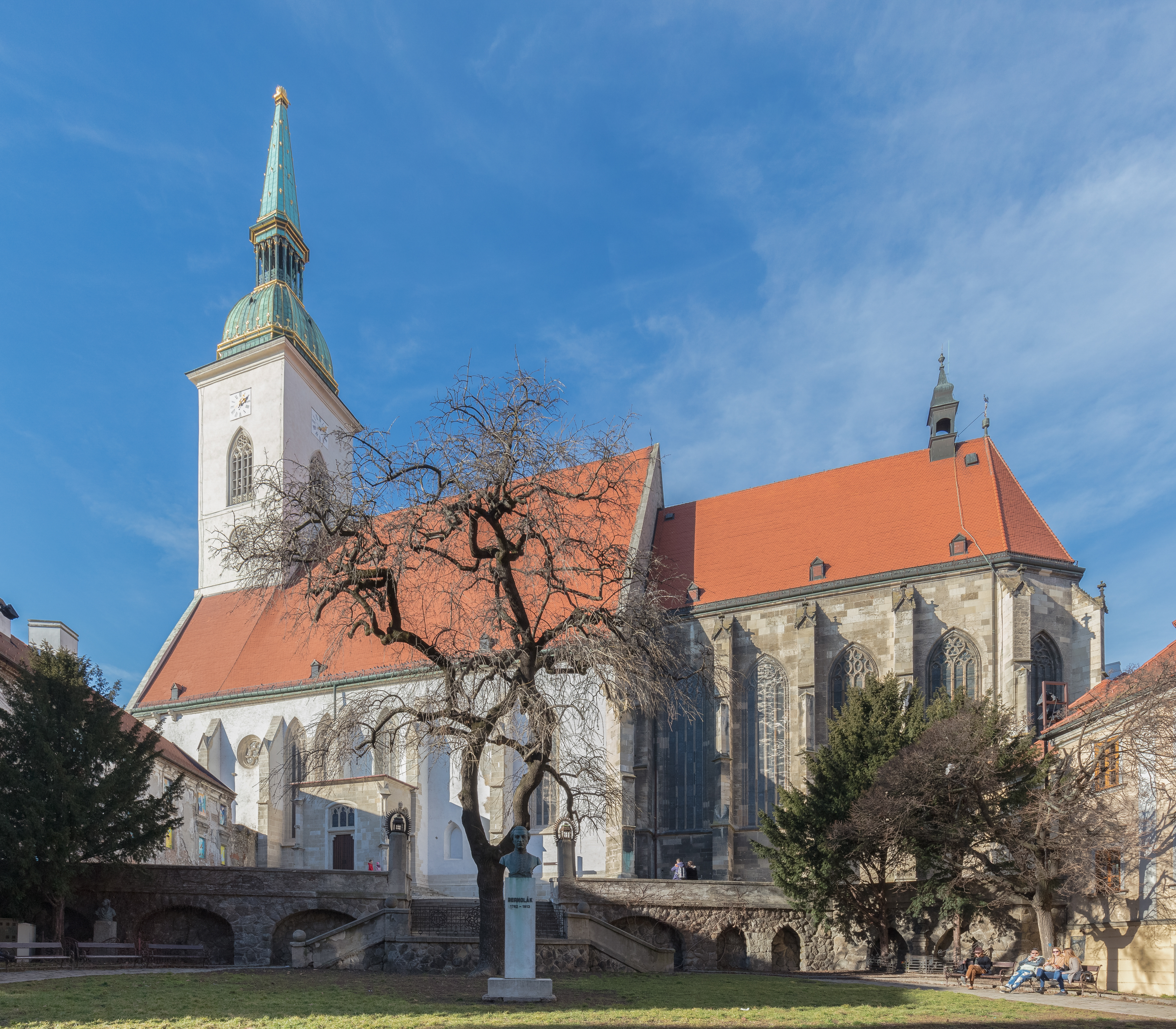
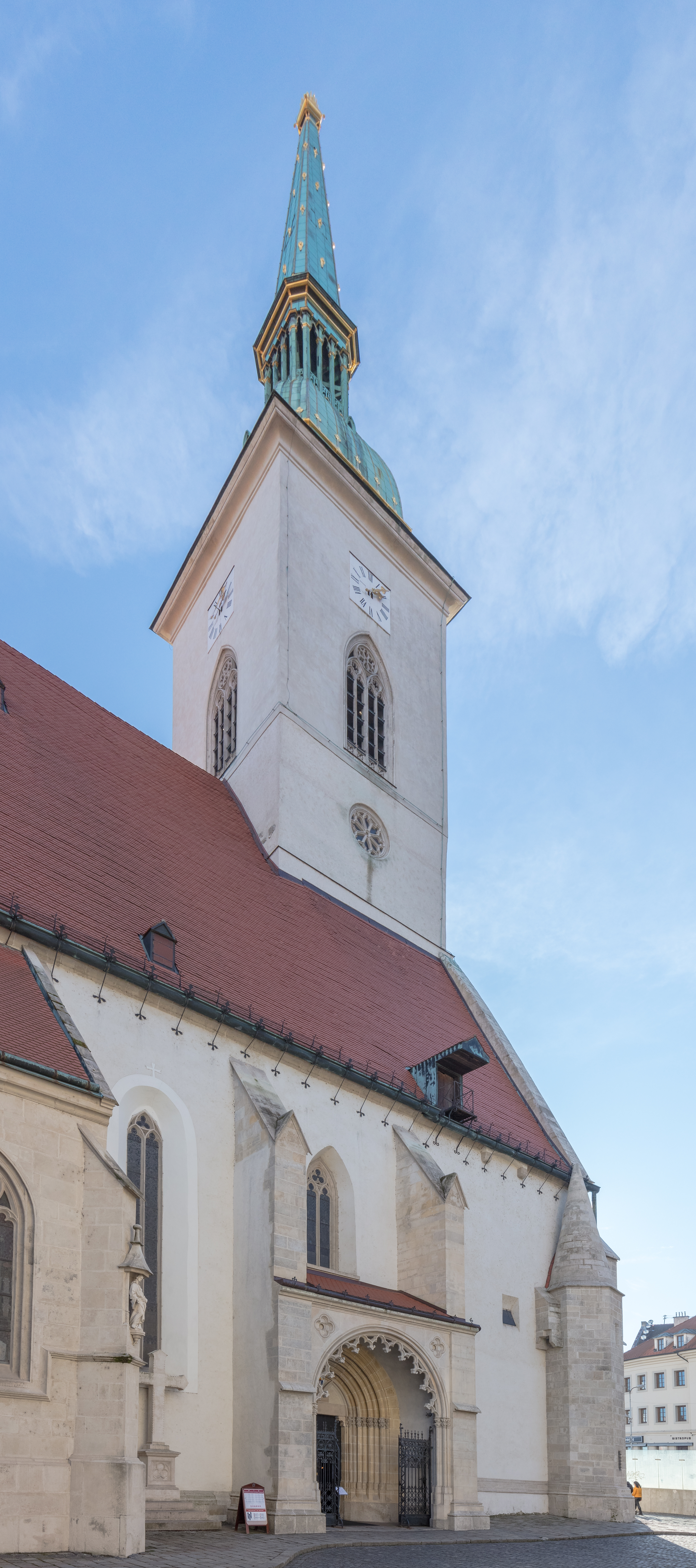
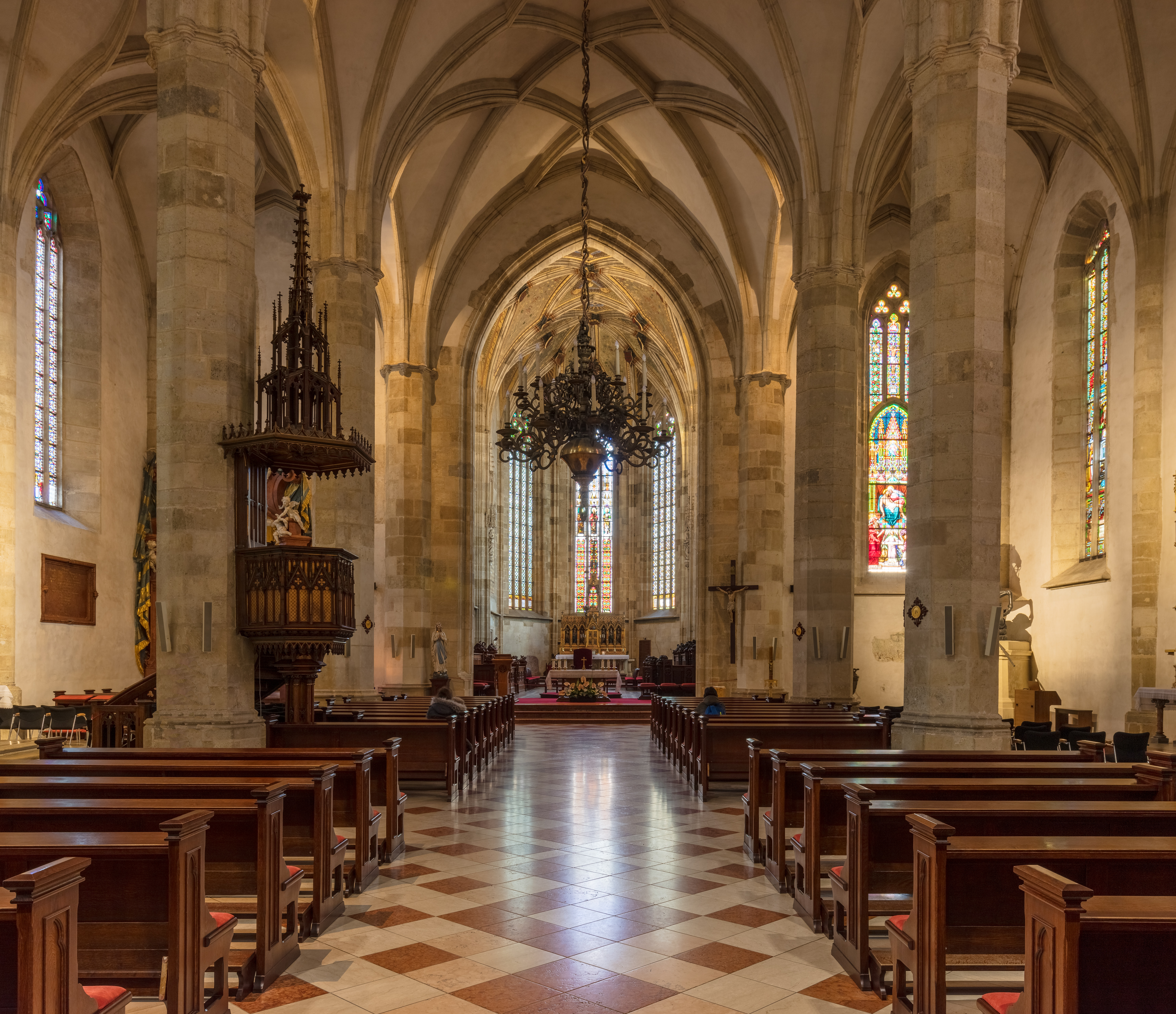
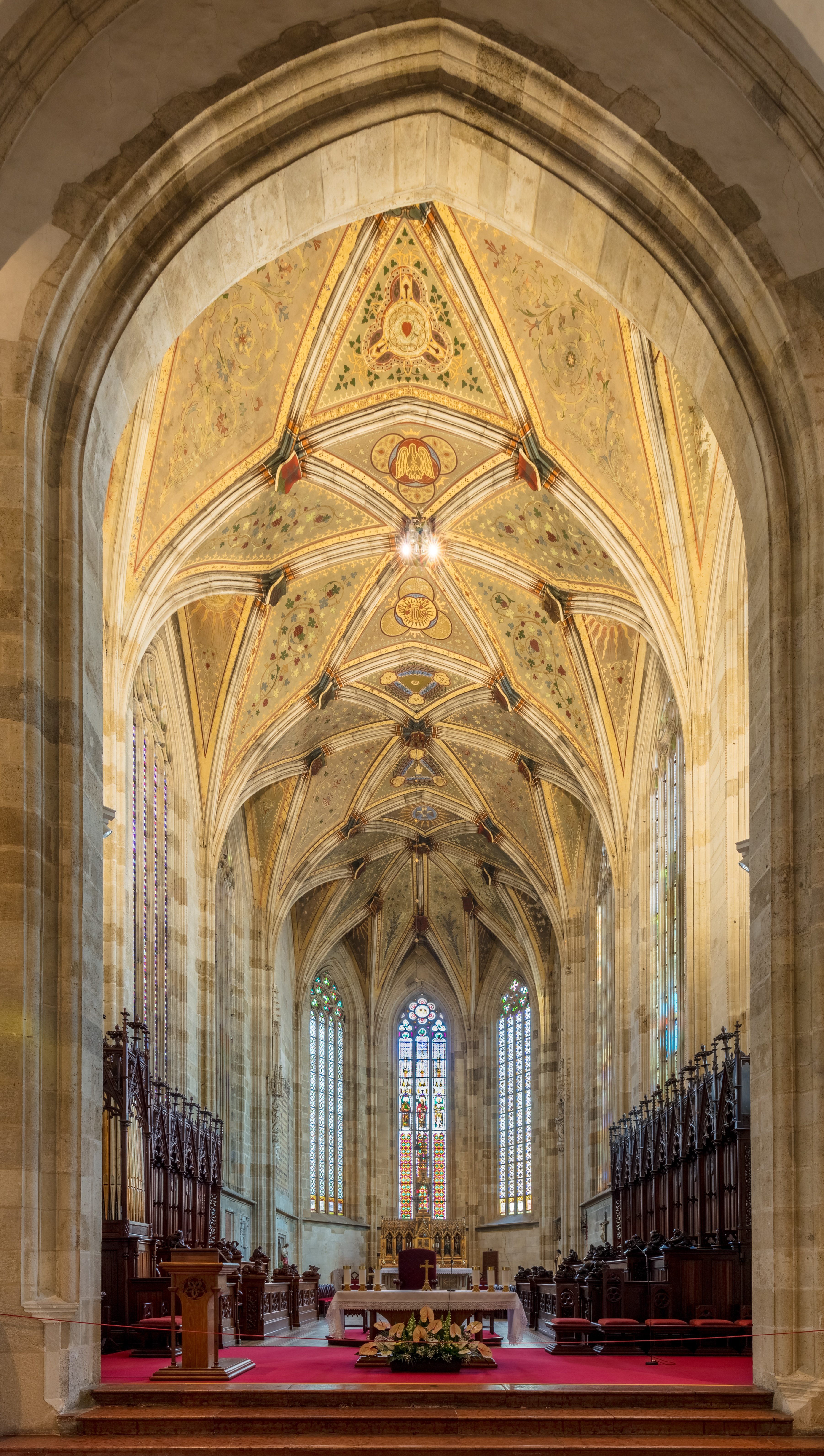

- Datos: Q239560
- Multimedia: Cathedral of St Martin, Bratislava / Q239560